# زیبایی‌شناسی کوکت

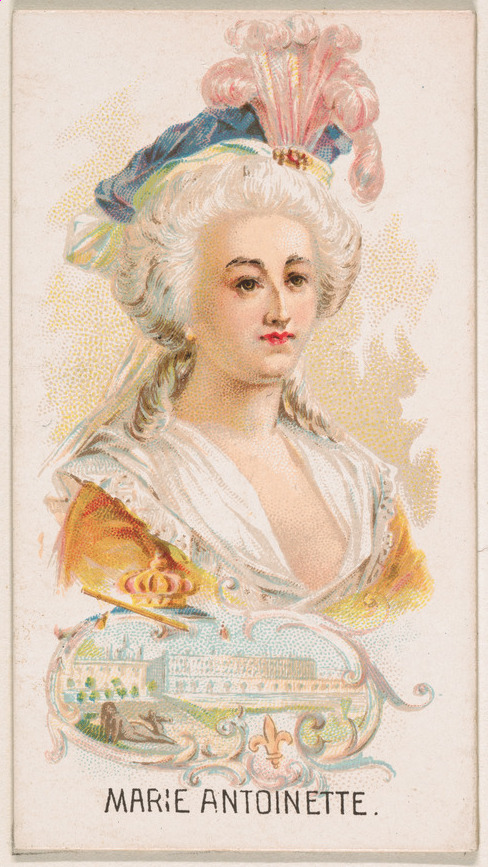
ملکه ماری آنتوانت از الهامات این زیبایی‌شناسی می‌باشد.

زیبایی‌شناسی کوکت (به انگلیسی: Coquette aesthetic) ترند مد دههٔ ۲۰۲۰ می‌باشد است که به ترکیبات عناصر شیرین، رمانتیک و گاهی اوقات شیطون و بازیگوش مربوط می‌گردد و با استفاده از پوشش توری، رنگ‌های پاستلی، پاپیون‌ها بر روی مادینگی متمرکز می‌باشد که اغلب با پیچ و تاب مدرن از دوره‌های تاریخی مانند دورهٔ ویکتوریا و دههٔ ۱۹۵۰ الهام و سرچشمه می‌گیرند.

## الهامات
الهامات مد و زیبایی‌شناسی ویکتوریایی، نیابت سلطنت و روکوکو میان تحسین‌کنندگان زیبایی‌شناسی کوکت رایج هستند. رسانه‌های الهام‌بخش این زیبایی‌شناسی عبارتند از رمان‌های جین آستن و خواهران برونته، لولیتا به‌قلم ولادیمیر نابوکوف، ماری آنتوانت به‌کارگردانی سوفیا کوپولا، سریال نتفلیکسی بریجرتون و باربی (۲۰۲۳).
خوانندهٔ آمریکایی لانا دل ری از نمادهای این زیبایی‌شناسی محسوب می‌شود.